# Natação no Campeonato Mundial de Esportes Aquáticos de 2013 - 400 m medley masculino
A prova dos 400 metros medley masculino da natação no Campeonato Mundial de Esportes Aquáticos de 2013 ocorreu no dia  4 de agosto no Palau Sant Jordi  em Barcelona.

## Recordes
Antes desta competição, os recordes mundiais e do campeonato nesta prova eram os seguintes:
| Tipo                  | Atleta         | Tempo   | Local     | Data                 |
| --------------------- | -------------- | ------- | --------- | -------------------- |
|                       | Michael Phelps | 4:03.84 | Pequim    | 10 de agosto de 2008 |
| Recorde do campeonato | Michael Phelps | 4:06.22 | Melbourne | 1 de abril de 2007   |

## Medalhistas
| Ouro             | Prata              | Bronze               |
| Daiya Seto (JPN) | Chase Kalisz (USA) | Thiago Pereira (BRA) |

## Resultados

### Eliminatórias
Esses foram os resultados das eliminatórias. 
| Pos. | Bateria | Raia | Nadador              | Nacionalidade  | Tempo   | Notas            |
| ---- | ------- | ---- | -------------------- | -------------- | ------- | ---------------- |
| 1    | 3       | 5    | Chase Kalisz         | Estados Unidos | 4:11.87 | Q                |
| 2    | 2       | 4    | Daiya Seto           | Japão          | 4:12.96 | Q                |
| 3    | 4       | 6    | Tyler Clary          | Estados Unidos | 4:13.55 | Q                |
| 4    | 4       | 4    | Kosuke Hagino        | Japão          | 4:13.80 | Q                |
| 5    | 2       | 5    | Dávid Verrasztó      | Hungria        | 4:13.95 | Q                |
| 6    | 2       | 6    | Daniel Wallace       | Reino Unido    | 4:14.15 | Q                |
| 7    | 3       | 4    | Thomas Fraser-Holmes | Austrália      | 4:14.52 | Q                |
| 8    | 4       | 2    | Thiago Pereira       | Brasil         | 4:15.81 | Q                |
| 9    | 2       | 3    | Roberto Pavoni       | Reino Unido    | 4:15.90 |                  |
| 10   | 4       | 5    | Federico Turrini     | Itália         | 4:15.96 |                  |
| 11   | 4       | 3    | Yannick Lebherz      | Alemanha       | 4:16.23 |                  |
| 12   | 4       | 8    | Alexis Santos        | Portugal       | 4:16.30 | Recorde nacional |
| 13   | 2       | 7    | Alec Page            | Canadá         | 4:16.62 |                  |
| 14   | 3       | 3    | Luca Marin           | Itália         | 4:17.71 |                  |
| 15   | 3       | 6    | Gal Nevo             | Israel         | 4:17.95 |                  |
| 16   | 2       | 1    | Jakub Maly           | Áustria        | 4:19.21 |                  |
| 17   | 3       | 1    | Michael Meyer        | África do Sul  | 4:21.17 |                  |
| 18   | 3       | 8    | Simon Sjödin         | Suécia         | 4:21.74 |                  |
| 19   | 3       | 0    | Yury Suvorau         | Bielorrússia   | 4:21.82 | Recorde nacional |
| 20   | 3       | 2    | Maksym Shemberev     | Ucrânia        | 4:22.65 |                  |

| Ver o restante da classificação | Ver o restante da classificação | Ver o restante da classificação | Ver o restante da classificação | Ver o restante da classificação | Ver o restante da classificação | Ver o restante da classificação |
| Pos.                            | Bateria                         | Raia                            | Nadador                         | Nacionalidade                   | Tempo                           | Notas                           |
| ------------------------------- | ------------------------------- | ------------------------------- | ------------------------------- | ------------------------------- | ------------------------------- | ------------------------------- |
| 21                              | 4                               | 7                               | Kevin Wedel                     | Alemanha                        | 4:23.18                         |                                 |
| 22                              | 2                               | 8                               | Nathan Capp                     | Nova Zelândia                   | 4:23.27                         |                                 |
| 23                              | 4                               | 9                               | Pedro Pinotes                   | Angola                          | 4:23.36                         |                                 |
| 24                              | 1                               | 9                               | Taki Mrabet                     | Tunísia                         | 4:23.39                         |                                 |
| 25                              | 1                               | 7                               | Christoph Meier                 | Liechtenstein                   | 4:23.90                         | Recorde nacional                |
| 26                              | 2                               | 0                               | Anton Sveinn McKee              | Islândia                        | 4:23.99                         | Recorde nacional                |
| 27                              | 4                               | 1                               | Ward Bauwens                    | Bélgica                         | 4:25.07                         |                                 |
| 28                              | 1                               | 6                               | Pavel Janeček                   | Chéquia                         | 4:25.14                         |                                 |
| 29                              | 3                               | 7                               | Shi Yi                          | China                           | 4:25.42                         |                                 |
| 30                              | 1                               | 5                               | Alpkan Ornek                    | Turquia                         | 4:28.22                         |                                 |
| 31                              | 1                               | 4                               | Nikola Dimitrov                 | Bulgária                        | 4:28.73                         |                                 |
| 32                              | 1                               | 2                               | Povilas Strazdas                | Lituânia                        | 4:29.05                         |                                 |
| 33                              | 1                               | 3                               | Bogdan Knežević                 | Sérvia                          | 4:29.94                         |                                 |
| 34                              | 1                               | 1                               | Nuttapong Ketin                 | Tailândia                       | 4:30.67                         |                                 |
| 35                              | 2                               | 9                               | Ezequiel Trujillo Aviles        | México                          | 4:30.73                         |                                 |
| 36                              | 3                               | 9                               | Mohamed Gadallh                 | Egito                           | 4:32.95                         |                                 |
| 37                              | 4                               | 0                               | Im Tae-Jeong                    | Coreia do Sul                   | 4:34.69                         |                                 |
| 38                              | 1                               | 0                               | Bartal Hofgaard Hestoy          | Ilhas Feroé                     | 4:35.37                         | Recorde nacional                |
| 39                              | 1                               | 8                               | Ayman Klzie                     | Síria                           | 4:41.12                         |                                 |
| 40                              | 2                               | 2                               | Raphaël Stacchiotti             | Luxemburgo                      | 99.99                           | DNS                             |

### Final
Esse foi o resultado da final. 
| Pos.              | Raia | Nadador              | Nacionalidade  | Tempo   | Notas |
| ----------------- | ---- | -------------------- | -------------- | ------- | ----- |
| Medalha de ouro   | 5    | Daiya Seto           | Japão          | 4:08.69 |       |
| Medalha de prata  | 4    | Chase Kalisz         | Estados Unidos | 4:09.22 |       |
| Medalha de bronze | 8    | Thiago Pereira       | Brasil         | 4:09.48 |       |
| 4                 | 3    | Tyler Clary          | Estados Unidos | 4:10.38 |       |
| 5                 | 6    | Kosuke Hagino        | Japão          | 4:10.77 |       |
| 6                 | 2    | Dávid Verrasztó      | Hungria        | 4:13.68 |       |
| 7                 | 7    | Daniel Wallace       | Reino Unido    | 4:13.72 |       |
| 8                 | 1    | Thomas Fraser-Holmes | Austrália      | 4:17.46 |       |

Legenda
| Recorde mundial       | Recorde mundial (World record)               |                       | Recorde africano                      | Recorde africano (African) |                                           | Q | Classificado por posição (Qualified) |
| Recorde do campeonato | Recorde do campeonato (Championship record)  | Recorde da América    | Recorde da América (Americas)         | q                          | Classificado por melhor tempo (Qualified) |   |                                      |
| Melhor marca do ano   | Melhor marca do ano (World leading)          | Recorde asiático      | Recorde asiático (Asian)              | DNS                        | Não largou (Did not start)                |   |                                      |
| Recorde nacional      | Recorde nacional (National record)           | Recorde europeu       | Recorde europeu (European)            | DNF                        | Não terminou (Did not finish)             |   |                                      |
| Recorde pessoal       | Recorde pessoal do atleta (Personal best)    | Recorde da Oceania    | Recorde da Oceania (Oceania)          | DSQ / DQ                   | Desclassificado (Disqualified)            |   |                                      |
| Recorde da temporada  | Recorde da temporada do atleta (Season best) | Recorde sul-americano | Recorde sul-americano (South America) | NM                         | Sem marca (No mark)                       |   |                                      |